# USS Curlew (AM-8)
USS Curlew (AM-8) – trałowiec typu Lapwing służący w United States Navy w okresie I wojny światowej i w czasie między wojnami światowymi.
Okręt został zwodowany 29 sierpnia 1918 w Staten Island Shipbuilding Co. w Nowym Jorku, matką chrzestną była G. C. Rhodes. Jednostka weszła do służby 7 stycznia 1919, pierwszym dowódcą został Lieutenant J. McCloy.

## Operacje na północnym Atlantyku
Po opuszczeniu Bostonu 5 kwietnia 1919 "Curlew" dotarł do  Inverness w Szkocji 20 kwietnia i został wyposażony do eksperymentalnego trałowania bazując w Kirkwall na Orkadach i oczyszczając Morze Północne z pól minowych. Do Stanów Zjednoczonych popłynął 2 października płynąc przez Chatham, Brest, Lizbonę, Azory i Bermudy. Do Nowego Jorku dotarł 19 listopada. Do Portsmouth Naval Shipyard  26 listopada 1919. Tam został umieszczony w rezerwie 16 listopada 1920 bez załogi.

## Operacje w pobliżu wschodniego wybrzeża USA
Do służby wszedł ponownie na okres 29 grudnia 1920 – 7 lutego 1921. "Curlew" służył we Flocie Atlantyku, następnie wrócił do rezerwy w Portsmouth. Ponownie wszedł do służby 29 października 1921, popłynął do zatoki Guantanamo. Przez pierwsze cztery miesiące 1922 wspierał okręty ćwiczące w tym rejonie. Następnie popłynął na północ do New London by służyć jako tender okrętów podwodnych do września. Pomiędzy wrześniem 1922 a lutym 1923 operował z okrętami podwodnymi w rejonie zatoki Chesapeake i w pobliżu wybrzeża Wirginii.
Przydzielony ponownie do 15 Dystryktu Morskiego (ang. 15th Naval District) trałowiec dotarł do Coco Solo w strefie Kanału Panamskiego 6 sierpnia 1923. Poza służbą jako tender wodnopłatowców prowadził działania ratownicze i wydobywał wraki operując z Coco Solo.

## Wejście na skały
15 grudnia 1925 trałowiec wszedł na skały w pobliżu Point Mosquito, Panama. Pomimo wysiłków zmierzających do uratowania jednostki w wyniku działania sił natury rozpadł się na części.

## Wycofanie ze służby
Okręt został wycofany ze służby 28 lutego 1926 po tym, jak wszystkie możliwe do uratowania sprzęty zostały usunięte z pokładu jednostki.